# Psychotria cordata
Psychotria cordata är en måreväxtart som beskrevs av Asa Gray. Psychotria cordata ingår i släktet Psychotria och familjen måreväxter. Inga underarter finns listade i Catalogue of Life.